# نهر أزموم
نَهْرُ أُزْمُوم هو نهر بوسط إيطاليا، وهو يمرّ من مدينة آسيا.